# Siegfried Mehnert
Siegfried Mehnert (Schenkenberg, RDA, 3 de marzo de 1963) es un deportista alemán que compitió para la RDA en boxeo.
Ganó una medalla de plata en el Campeonato Mundial de Boxeo Aficionado de 1989 y cuatro medallas en el Campeonato Europeo de Boxeo Aficionado entre los años 1983 y 1989.

## Palmarés internacional
| Campeonato Mundial | Campeonato Mundial | Campeonato Mundial | Campeonato Mundial |
| Año                | Lugar              | Medalla            | Categoría          |
| ------------------ | ------------------ | ------------------ | ------------------ |
| 1989               | Moscú (URSS)       | Medalla de plata   | 67 kg              |
| Campeonato Europeo |                    |                    |                    |
| Año                | Lugar              | Medalla            | Categoría          |
| 1983               | Varna (Bulgaria)   | Medalla de bronce  | 63,5 kg            |
| 1985               | Budapest (Hungría) | Medalla de oro     | 63,5 kg            |
| 1987               | Turín (Italia)     | Medalla de plata   | 67 kg              |
| 1989               | El Pireo (Grecia)  | Medalla de oro     | 67 kg              |